# Mordellistena obscurosuturalis
Mordellistena obscurosuturalis là một loài bọ cánh cứng trong họ Mordellidae. Loài này được Ermisch miêu tả khoa học năm 1964.

## Hình ảnh

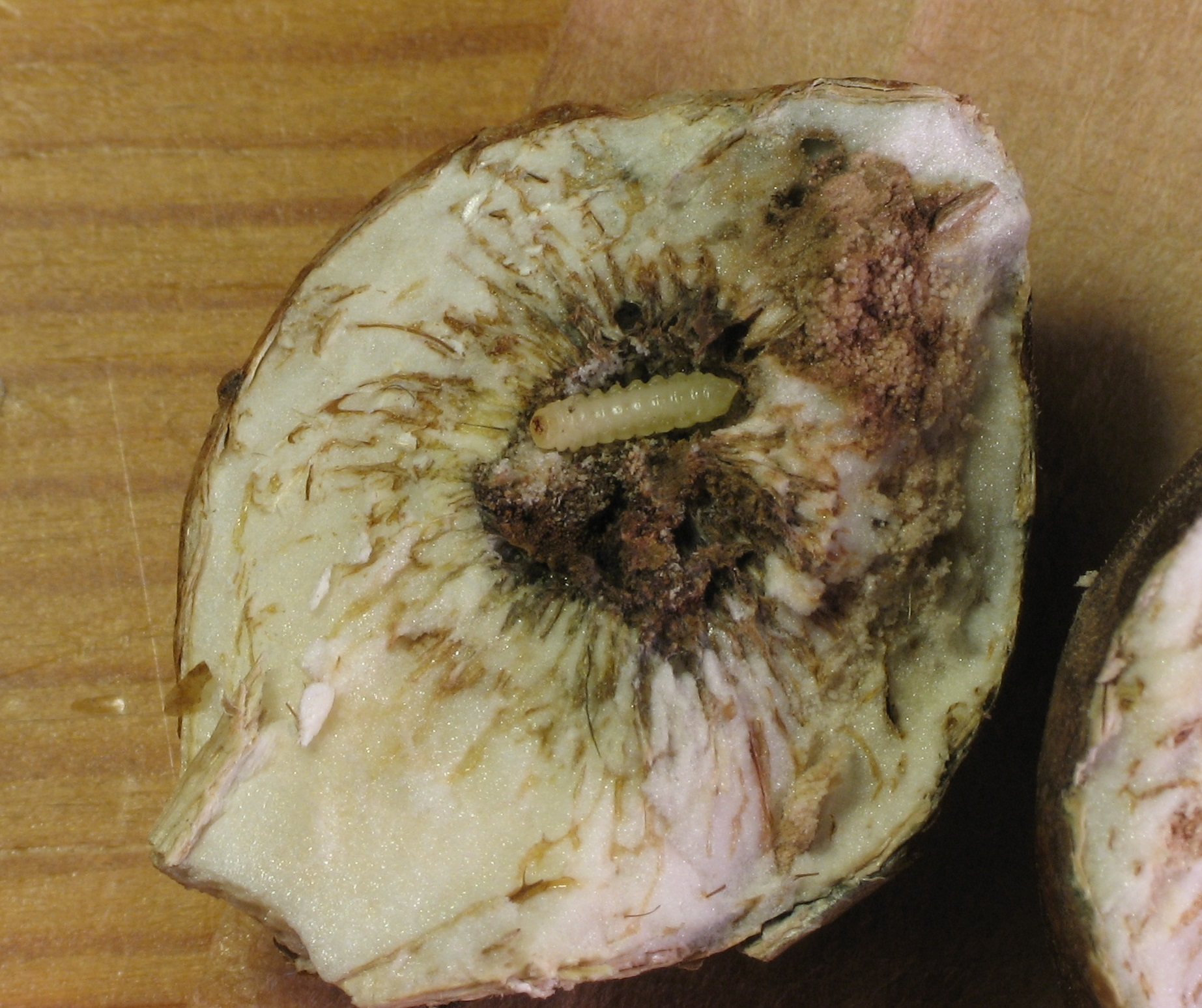